# Il-38 (航空機)
Il-38
ロシア海軍のIl-38
- 用途：哨戒機
- 分類：対潜哨戒機
- 製造者：イリユーシン設計局
- 運用者
- ソビエト連邦（ソビエト海軍航空隊）
- ロシア（ロシア海軍航空隊））
- インド（インド海軍航空隊）
- 初飛行：1961年9月27日[1]
- 生産数：176機
- 生産開始：1967年
- 運用状況：運用中

イリューシン Il-38（ロシア語: Ильюшин Ил-38、NATOコードネーム：メイ（May、5月の意））は、ソビエト連邦のイリユーシン設計局で開発されたターボプロップ哨戒機である。

## 概要
原型となったのは4発ターボプロップ旅客機Il-18で、後に対潜哨戒機として生まれ変わった。これはロッキードのP-3 オライオンと軌を一とする為『ロシアン・オライオン』とも呼ばれる。
Il-38の存在は1970年に西側にも知られたが、実際は1967年から量産されていた。旧ソ連時代には北大西洋やバルト海を哨戒していたが、時にはイエメンやリビア、シリア等の中東にも派遣され、地中海、紅海、インド洋にも姿を見せた。2010年代以降は日本近海にも姿を見せ、航空自衛隊機によるスクランブルが行われている。2018年11月8日には、Il-38Nも確認された。
20以上の国で運用されたP-3とは対照的に、Il-38はソ連海軍とインド海軍に配備されたのみである。ソ連海軍のIl-38はロシア海軍に継承され、改装されつつ運用されている。
2024年9月23日午後1時〜3時半過ぎにかけ、本機が3回に渡り北海道礼文島北方の領海上空を領空侵犯。航空自衛隊のF-15及び、F-35戦闘機が無線による通告及び、警告をした。それに従わなかったため、自衛隊初のフレアによる警告等の対応を行った。また、今回領空侵犯を行った本機は、爆弾倉が開いていた。

## 設計
Il-38では真円断面の胴体は原型の旅客機Il-18と基本的に変わらないが、重心位置の変化に伴い主翼が前よりに取り付けられている。胴体後端にはMADのブームが、機首下面にはマッシュルーム形のレドームが張り出し、機体各所にESM等のアンテナが見える。
P-3Cによく似た機体だが、ソノブイ専用ランチャーは装備していない。主な武装は対潜ホーミング魚雷、爆雷、機雷で、主翼キャリースルー前後の兵装ベイにソノブイとともに収容する。また、Kh-35（NATOコードネーム AS-20 カヤック）空対艦ミサイルを翼下に搭載することも可能。

## 型式

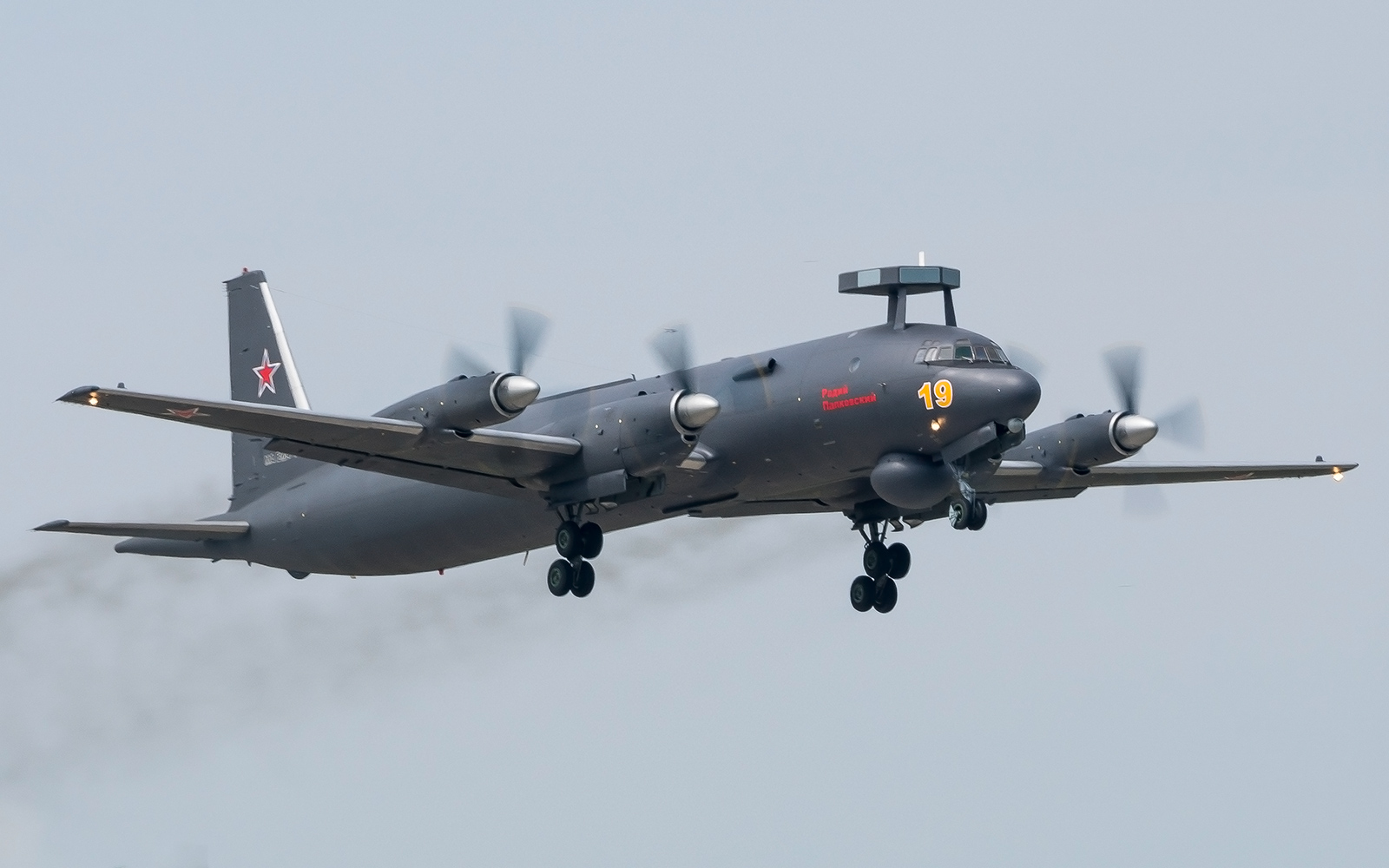
Il-38N（2015年6月）

Il-38
標準型
Il-38SD
インド海軍向け改良型。機首上に、ノヴェッラ海上探知システム複合体を搭載した。複合体は、高解像度の熱映像システム、MAD、レーザとTVとIRを含む光学センサなどから構成され、半径320km以内の空中目標、レーダー索敵範囲内の水上、水中目標を探知可能である。デジタルコンピュータの操作には2人のオペレータを要する。
Il-38N
現在配備中の改良型。Il-38SDと同様、機首上にノヴェッラ海上探知システム複合体を搭載し、機体を濃灰色の洋上迷彩に再塗装した機体。

## 運用国

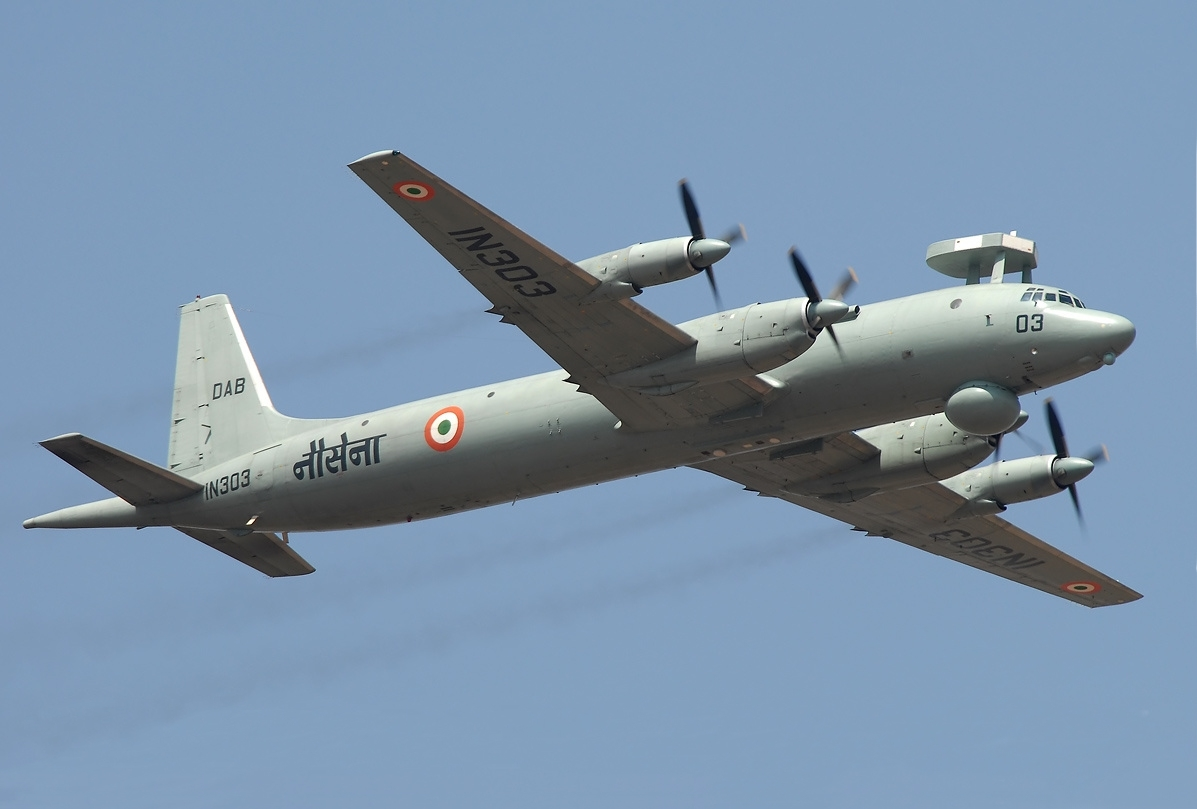
インド海軍のIl-38SD

ロシア
ソ連からの引継いだ機体をロシア海軍が運用。
 インド
インド海軍。5機採用。2016年までにIl-38SDに近代化改修された。

## 保存機

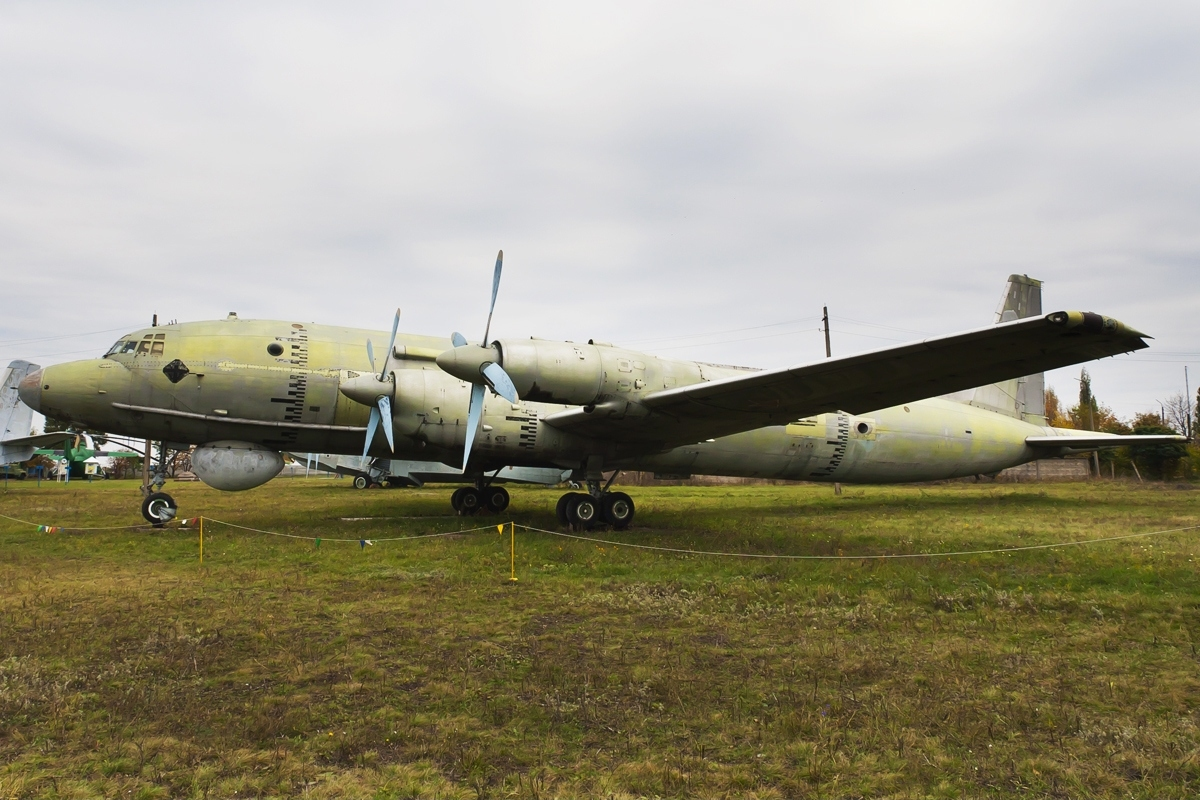
航空技術博物館で展示されるIl-38（2011年10月23日）

1機のIl-38がウクライナルハーンシクの航空技術博物館で屋外展示されている。

## 性能諸元

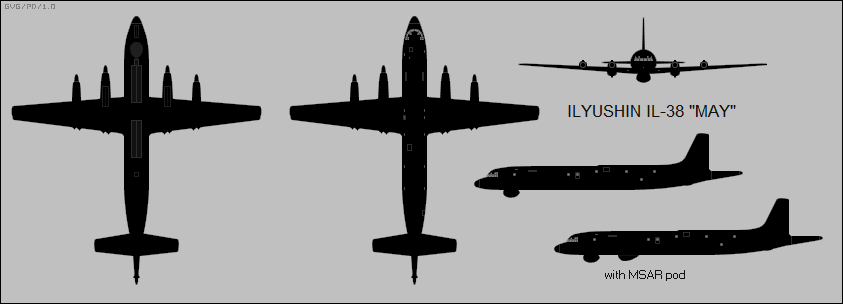
Il-38 4面図

※使用単位についてはWikipedia:ウィキプロジェクト 航空/物理単位も参照
- 全長： 39.60 m
- 全幅： 37.42 m
- 全高： 10.16 m
- 主翼面積： 140 m2
- 自重： 33,700 kg
- 全備重量： 63,500 kg
- 発動機： イフチェンコAI-20M（英語版） ターボプロップエンジン （4,250 shp）×4
- 最大速度： 650 km/h
- 航続距離： 9,500 km
- 実用上昇限度： 10,000 m
- 乗員： 7-8名
- 武装： 爆雷、魚雷など（9,000 kgまで）、Kh-35空対艦ミサイル
- レーダー： ウエットアイ水上捜索レーダー。ベルクート洋上捜索レーダー。

## 主な対潜哨戒機との比較
|              | P-3C           | Il-38                 | アトランティック      | P-8          | P-1          |
| ------------ | -------------- | --------------------- | --------------------- | ------------ | ------------ |
| 画像         |                |                       |                       |              |              |
| 全長         | 35.6 m         | 39.60 m               | 31.75 m               | 39.5 m       | 38 m         |
| 全幅         | 30.4 m         | 37.42 m               | 36.30 m               | 37.6 m       | 35.4 m       |
| 全高         | 10.3 m         | 10.16 m               | 11.33 m               | 12.83 m      | 12.1 m       |
| 発動機       | T56A-14×4      | イフチェンコ AI-20M×4 | タイン RTy.20 Mk 21×2 | CFM56-7B×2   | F7-10×4      |
| 発動機       | ターボプロップ | ターボプロップ        | ターボプロップ        | ターボファン | ターボファン |
| 最大離陸重量 | 63.4 t         | 66 t                  | 44.5 t                | 85.8 t       | 79.7 t       |
| 実用上昇限度 | 8,600 m        | 10,000 m              | 10,000 m              | 12,500 m     | 13,520 m     |
| 巡航速度     | 607.5 km/h     | 不明                  | 556 km/h              | 810 km/h     | 833 km/h     |
| 航続距離     | 6,751 km       | 7,500 km              | 9,000 km              | 8,300 km     | 8,000 km     |
| 戦闘行動半径 | 4,410 km       | 不明                  | 不明                  | 3,700 km     | 不明         |
| 最大滞空時間 | 15時間         | 13時間                | 不明                  | 10時間       | 不明         |
| 乗員         | 5-15名         | 7-8名                 | 12名                  | 9名          | 11名         |
| 運用開始     | 1962年8月      | 1971年                | 1965年                | 2013年3月    | 2013年3月    |
| 運用状況     | 現役           | 現役                  | 現役                  | 現役         | 現役         |
| 採用国       | 20             | 2                     | 5                     | 6            | 1            |